# 南小国町

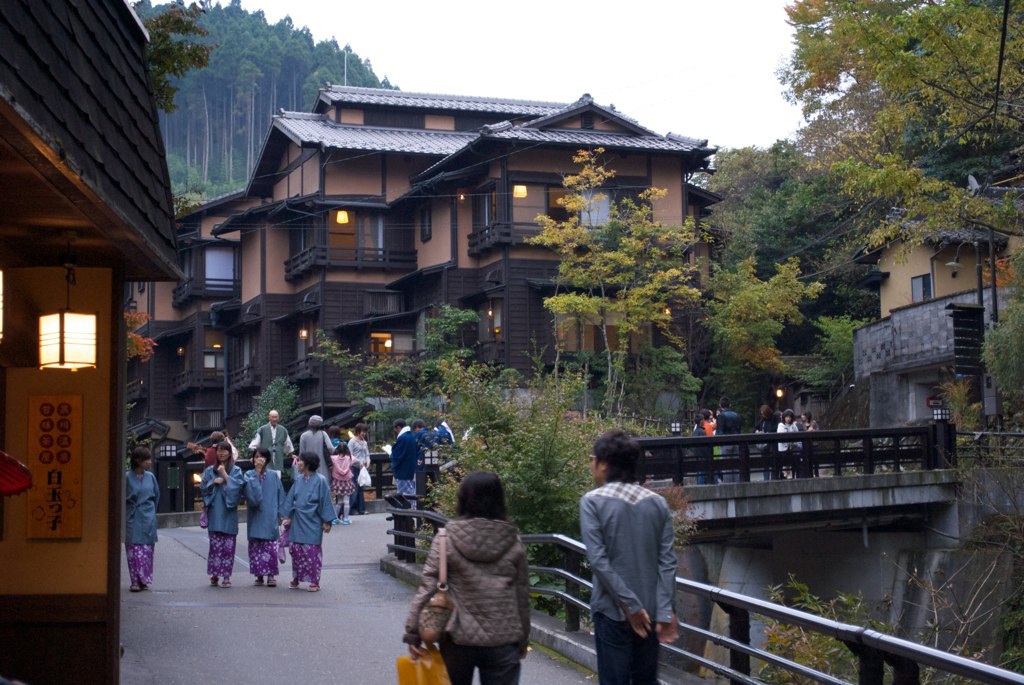
黒川温泉街

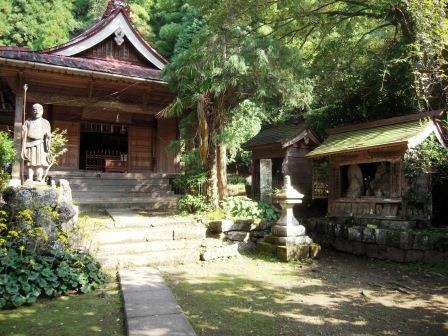
満願寺

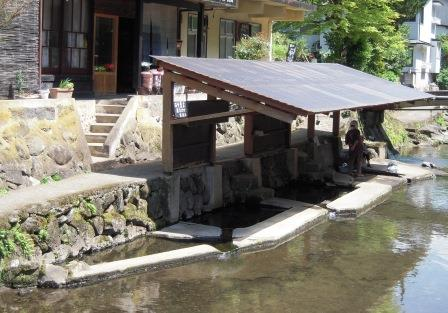
満願寺温泉

南小国町（みなみおぐにまち）は、熊本県の阿蘇地方にある町。阿蘇郡に属す。
農林業を主産業とする。観光地として黒川温泉などの温泉地や、「熊本緑の百景」第1位に選ばれた瀬の本高原などがある。2023年にはBooking.comの「Traveller Review Awards 2023」にて日本で「最も居心地の良い場所」第1位にも選ばれている。

## 地理
阿蘇北外輪山外側の標高430m～945mの高原地帯で、隣の小国町とともに小国郷と呼ばれる。東には九州本土の最高峰である大分県の九重山を望み、九州最大の河川・筑後川の源流域でもある。一部は阿蘇くじゅう国立公園に属する。

### 気候
| 南小国（1991年 - 2020年）の気候    | 南小国（1991年 - 2020年）の気候 | 南小国（1991年 - 2020年）の気候 | 南小国（1991年 - 2020年）の気候 | 南小国（1991年 - 2020年）の気候 | 南小国（1991年 - 2020年）の気候 | 南小国（1991年 - 2020年）の気候 | 南小国（1991年 - 2020年）の気候 | 南小国（1991年 - 2020年）の気候 | 南小国（1991年 - 2020年）の気候 | 南小国（1991年 - 2020年）の気候 | 南小国（1991年 - 2020年）の気候 | 南小国（1991年 - 2020年）の気候 | 南小国（1991年 - 2020年）の気候 |
| 月                                 | 1月                             | 2月                             | 3月                             | 4月                             | 5月                             | 6月                             | 7月                             | 8月                             | 9月                             | 10月                            | 11月                            | 12月                            | 年                              |
| ---------------------------------- | ------------------------------- | ------------------------------- | ------------------------------- | ------------------------------- | ------------------------------- | ------------------------------- | ------------------------------- | ------------------------------- | ------------------------------- | ------------------------------- | ------------------------------- | ------------------------------- | ------------------------------- |
| 最高気温記録 °C （°F）             | 18.8 (65.8)                     | 22.7 (72.9)                     | 24.6 (76.3)                     | 30.1 (86.2)                     | 32.5 (90.5)                     | 34.9 (94.8)                     | 36.1 (97)                       | 36.5 (97.7)                     | 33.8 (92.8)                     | 31.4 (88.5)                     | 25.5 (77.9)                     | 21.7 (71.1)                     | 36.5 (97.7)                     |
| 平均最高気温 °C （°F）             | 7.6 (45.7)                      | 9.6 (49.3)                      | 13.5 (56.3)                     | 19.2 (66.6)                     | 23.9 (75)                       | 25.8 (78.4)                     | 29.4 (84.9)                     | 30.5 (86.9)                     | 26.9 (80.4)                     | 21.8 (71.2)                     | 16.0 (60.8)                     | 10.0 (50)                       | 19.5 (67.1)                     |
| 日平均気温 °C （°F）               | 1.8 (35.2)                      | 3.2 (37.8)                      | 6.8 (44.2)                      | 12.0 (53.6)                     | 16.9 (62.4)                     | 20.5 (68.9)                     | 24.2 (75.6)                     | 24.5 (76.1)                     | 20.9 (69.6)                     | 14.8 (58.6)                     | 9.0 (48.2)                      | 3.6 (38.5)                      | 13.2 (55.8)                     |
| 平均最低気温 °C （°F）             | −2.8 (27)                       | −2.1 (28.2)                     | 0.9 (33.6)                      | 5.3 (41.5)                      | 10.7 (51.3)                     | 16.2 (61.2)                     | 20.3 (68.5)                     | 20.3 (68.5)                     | 16.3 (61.3)                     | 9.4 (48.9)                      | 3.5 (38.3)                      | −1.3 (29.7)                     | 8.1 (46.6)                      |
| 最低気温記録 °C （°F）             | −12.9 (8.8)                     | −13.8 (7.2)                     | −8.9 (16)                       | −5.1 (22.8)                     | −0.6 (30.9)                     | 5.0 (41)                        | 10.1 (50.2)                     | 12.5 (54.5)                     | 2.9 (37.2)                      | −2.4 (27.7)                     | −5.4 (22.3)                     | −9.7 (14.5)                     | −13.8 (7.2)                     |
| 降水量 mm （inch）                 | 73.8 (2.906)                    | 107.6 (4.236)                   | 161.8 (6.37)                    | 165.8 (6.528)                   | 197.5 (7.776)                   | 518.2 (20.402)                  | 490.5 (19.311)                  | 235.0 (9.252)                   | 206.0 (8.11)                    | 102.0 (4.016)                   | 92.8 (3.654)                    | 70.7 (2.783)                    | 2,421.5 (95.335)                |
| 平均降水日数 （≥1.0 mm）           | 8.4                             | 9.5                             | 12.1                            | 11.1                            | 10.7                            | 15.5                            | 15.6                            | 12.6                            | 10.9                            | 8.3                             | 8.5                             | 8.3                             | 131.5                           |
| 平均月間日照時間                   | 111.8                           | 120.9                           | 148.8                           | 168.0                           | 175.3                           | 107.8                           | 135.9                           | 156.7                           | 131.7                           | 159.7                           | 135.8                           | 118.2                           | 1,672.6                         |
| 出典1：Japan Meteorological Agency |                                 |                                 |                                 |                                 |                                 |                                 |                                 |                                 |                                 |                                 |                                 |                                 |                                 |
| 出典2：気象庁                      |                                 |                                 |                                 |                                 |                                 |                                 |                                 |                                 |                                 |                                 |                                 |                                 |                                 |

### 隣接する市町村
熊本県
- 阿蘇郡小国町・産山村
- 阿蘇市

大分県
- 日田市
- 竹田市
- 玖珠郡九重町

### 地名
- 赤馬場
- 中原
- 満願寺

## 歴史

### 沿革
- 1889年（明治22年）4月1日 町村制施行により赤馬場村・満願寺村・中原村が合併し南小国村が発足。
- 1945年（昭和20年）5月5日 B29一機が空中戦で墜落。（NHK 市民たちの戦争 2010年8月）
- 1969年（昭和44年）11月1日 町制施行。南小国町となる。

## 行政

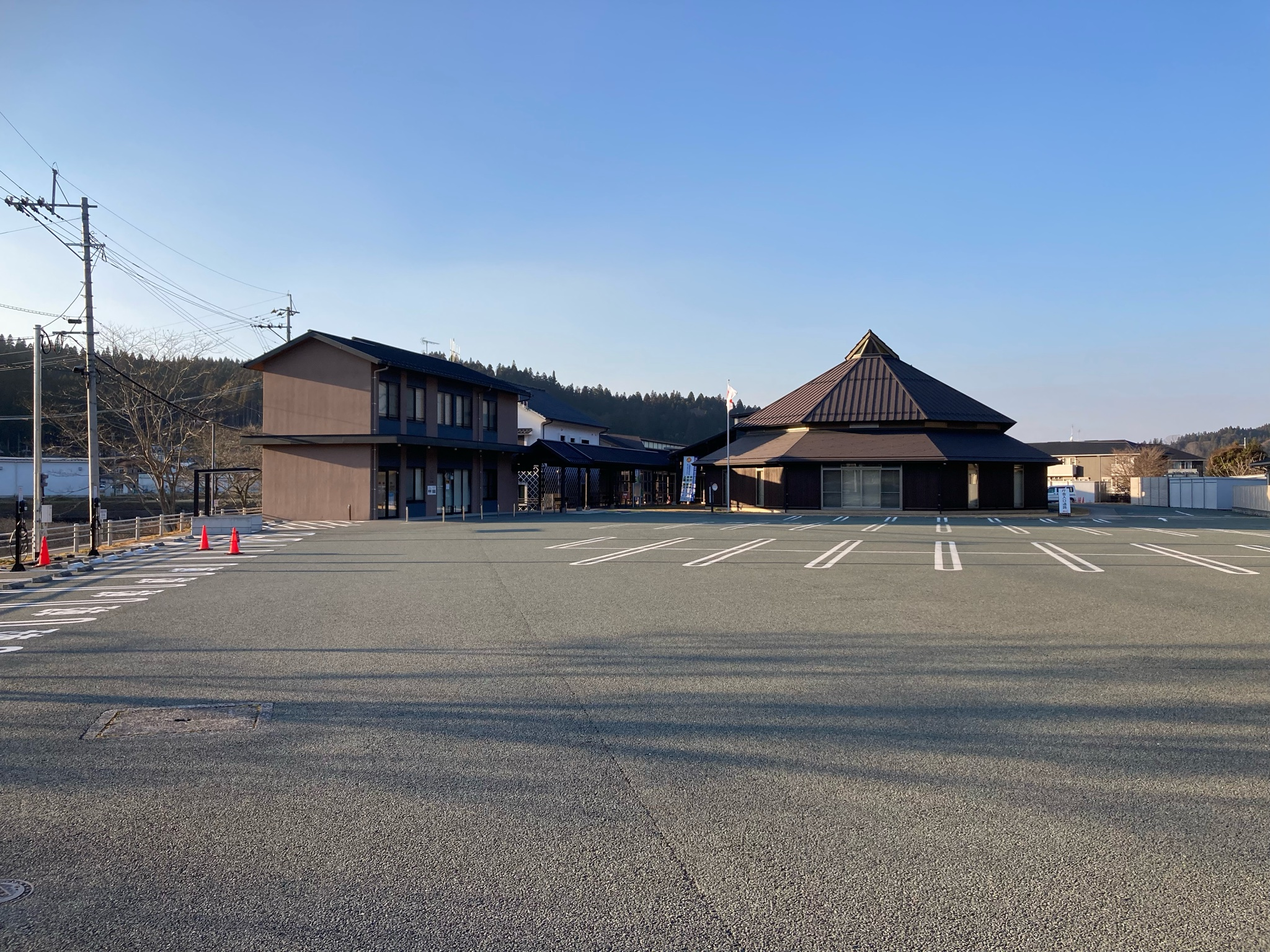
南小国町役場

- 町長：髙橋 周二

（前町長：河津修司）
（前々町長：橋本公）

## 経済
米・高冷地野菜・畜産などの農業および小国杉・ヒノキなどの林業、温泉・アウトドアなどの観光が主な産業。2004年（平成16年）度町内総生産170億円。
たかな漬け、しいたけ、まいたけ、ジャージー牛乳などが特産品。

## 姉妹都市・提携都市

### 国内
- 「日本で最も美しい村」連合
  - 北海道上川郡美瑛町
  - 北海道余市郡赤井川村
  - 山形県最上郡大蔵村
  - 岐阜県大野郡白川村
  - 長野県下伊那郡大鹿村
  - 徳島県勝浦郡上勝町
  - 宮崎県西諸県郡高原町
  - 長野県木曽郡木曽町開田高原
  - 北海道標津郡標津町
  - 岐阜県下呂市馬瀬
  - 北海道阿寒郡鶴居村
  - 北海道虻田郡京極町
  - 山形県西置賜郡飯豊町
  - 長野県上伊那郡中川村
  - 長野県木曽郡南木曽町
  - 京都府与謝郡伊根町
  - 高知県安芸郡馬路村

## 地域

### 人口
| |                                          |  |
| 南小国町と全国の年齢別人口分布（2005年） | 南小国町の年齢・男女別人口分布（2005年） |  |
| ■紫色 ― 南小国町 ■緑色 ― 日本全国 | ■青色 ― 男性 ■赤色 ― 女性                |  |
| 南小国町（に相当する地域）の人口の推移 \| 1970年（昭和45年） \| 6,029人 \| \| \| 1975年（昭和50年） \| 5,462人 \| \| \| 1980年（昭和55年） \| 5,319人 \| \| \| 1985年（昭和60年） \| 5,221人 \| \| \| 1990年（平成2年） \| 4,973人 \| \| \| 1995年（平成7年） \| 4,818人 \| \| \| 2000年（平成12年） \| 4,657人 \| \| \| 2005年（平成17年） \| 4,687人 \| \| \| 2010年（平成22年） \| 4,429人 \| \| \| 2015年（平成27年） \| 4,048人 \| \| \| 2020年（令和2年） \| 3,750人 \| \| |                                          |  |
| 総務省統計局 国勢調査より |                                          |  |
| 1970年（昭和45年） | 6,029人                                  |  |
| 1975年（昭和50年） | 5,462人                                  |  |
| 1980年（昭和55年） | 5,319人                                  |  |
| 1985年（昭和60年） | 5,221人                                  |  |
| 1990年（平成2年） | 4,973人                                  |  |
| 1995年（平成7年） | 4,818人                                  |  |
| 2000年（平成12年） | 4,657人                                  |  |
| 2005年（平成17年） | 4,687人                                  |  |
| 2010年（平成22年） | 4,429人                                  |  |
| 2015年（平成27年） | 4,048人                                  |  |
| 2020年（令和2年） | 3,750人                                  |  |

### 教育
中学校1校、小学校3校
中学校
- 南小国町立南小国中学校

小学校
- 南小国町立中原小学校
- 南小国町立りんどうヶ丘小学校
- 南小国町立市原小学校

なお、南小国町内には高等学校、私立小中学校、特別支援学校は設置されていない。高等学校は隣接する阿蘇市・小国町に設置されている。

## 交通

### 鉄道
町内を鉄道路線は通っていない。鉄道を使用する場合の最寄り駅は、JR九州豊肥本線阿蘇駅。

### バス路線
- 産交バス - 隣の小国町と南小国町内各地を結ぶ路線や、南小国町を経由して阿蘇市と小国町を結ぶ路線がある。
- 小国郷循環バス（コミュニティーバス「にじバス」） - 小国町と共同で運行するコミュニティバス。ゆうステーションを起点に、小国町・南小国町の主要集落や温泉地を経由して一周する。実際の運行業務は産交バスに委託している。
- 高速バス福岡 - 黒川温泉線 - 福岡市と南小国町の中心部や主な温泉地を結ぶ。九州産交バス・日田バスが運行する。

### 道路

#### 一般国道
- 国道212号
- 国道442号

#### 主要地方道
- 熊本県道11号別府一の宮線
- 熊本県道40号南小国波野線

#### 一般県道
- 熊本県道134号南小国上津江線
- 熊本県道317号満願寺黒川線

## 名所・旧跡・観光スポット・祭事・催事

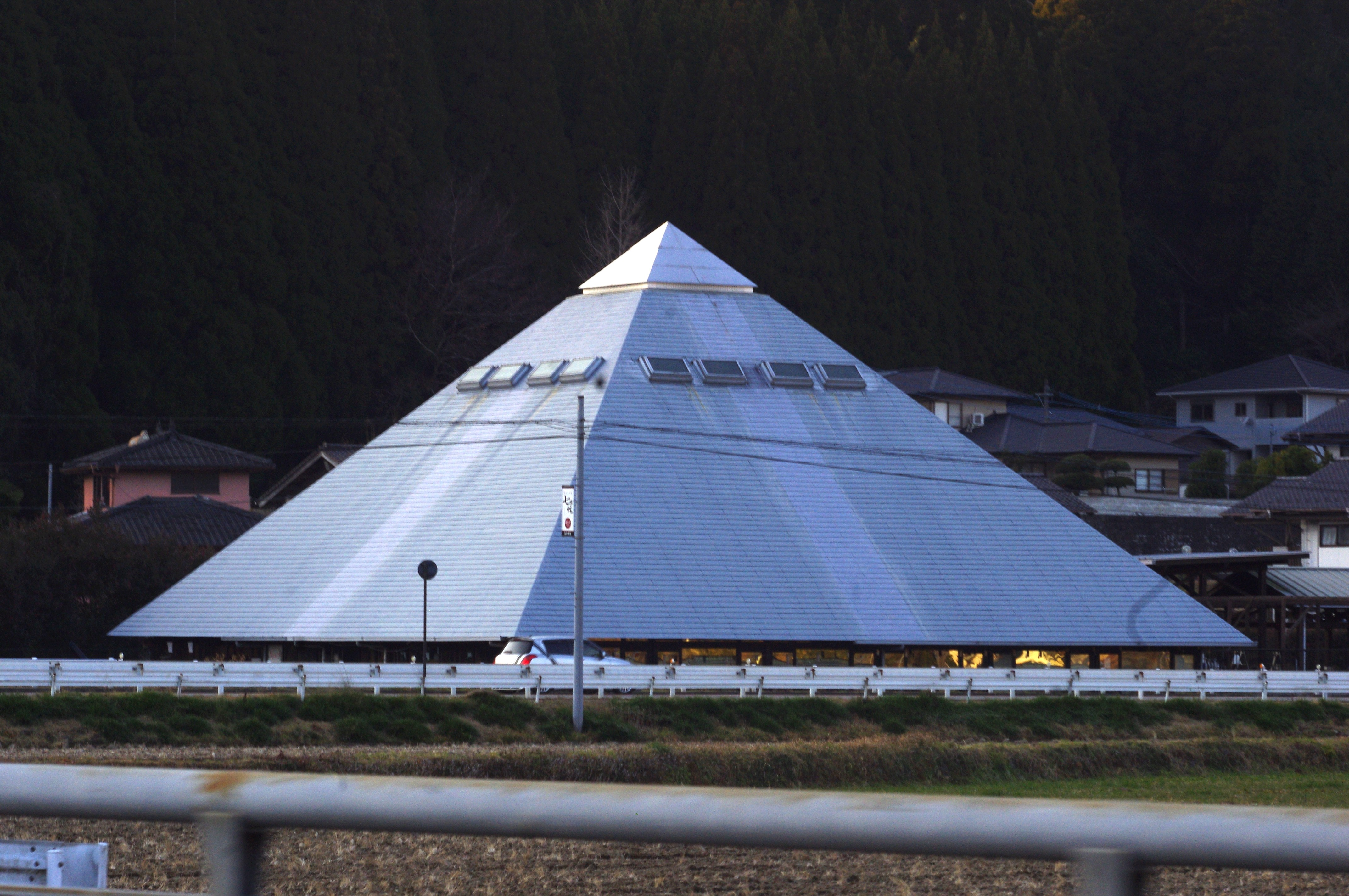
[https://www.youmore-minamioguni.com/tourism/kiyorakasa/ 南小国町総合物産館きよらカァサ

- 瀬の本高原
- 清流の森
- 押戸石の丘
- 南小国町総合物産館きよらカァサ満願寺 (熊本県南小国町)
- 南小国町総合物産館きよらカァサ

### 温泉
- 黒川温泉
- 満願寺温泉
- 田の原温泉
- 白川温泉
- 小田温泉
- 湯田温泉
- 扇温泉

### こわけランチ
飲食による観光振興を目的に南小国町の飲食店7店舗で始まった、訪問客に昼食を少しずつ食べ歩いてもらうという取り組み。こわけランチ手形を1500円で購入することで加盟店舗のうち任意に選んだ3件で、通常のメニューには無い「量が少なめ」なランチを食べることが出来る。黒川温泉を有する南小国町が始めた。阿蘇のあか牛丼やそば街道の蕎麦といった郷土色豊かなものだけでなく、ラーメンや唐揚げと言った地元住民が通う店も参画している。また、2015年2月からは黒川温泉の飲食店もこの取組に参画し、店舗数が14店舗に拡大している。

### あか牛丼
南小国町は、熊本県のブランド牛として知られるあか牛を使用した"あか牛丼"の普及に積極的である。

## 南小国町出身の著名人
- 北里俊夫（1913 - 1980） - 劇作家、映画監督、脚本家、作詞家（『小国セレナーデ』作詞）
- 琴香 - プロレスラー
- 椎葉おうじ - プロレスラー
- 常田富士男（1937 - 2018） - 俳優、ナレーター（出生は長野県。）
- エスパー伊東（1960 - 2024） - お笑い芸人（本籍地が南小国町）
- 佐藤勇 - 漫画家
- 宇都宮章吾 - コメットハンター（彗星捜索家）